# Papirologie
Papirologia este studiul literaturii antice, corespondenței, arhivelor juridice, etc., precum și a manuscriselor care s-au păstrat până astăzi, scrise pe papirus, cea mai comună formă de material scris în civilizațiile antice din Egipt, Grecia și Roma. Papirologia include atât traducerea si interpretarea documentelor vechi într-o varietate de limbi, precum și îngrijirea și conservarea papirusurilor originale foarte rare.